# Fustat
Fustat (arabsko الفسطاط al-Fusṭāṭ, koptsko ⲫⲩⲥⲧⲁⲧⲱⲛ), tudi Fostat, Al Fustat, Misr al-Fustat in Fustat-Misr, je bila prva muslimanska prestolnica pod muslimansko vlado. Gradil ga je muslimanski general 'Amr ibn al-'As takoj po muslimanski osvojitvi Egipta leta 641 in zgradil prvo mošejo zgrajeno v Egiptu in v vsej Afriki.
Mesto je doseglo vrhunec v 12. stoletju, s približno 200.000 prebivalci. To je bilo središče upravne oblasti v Egiptu, dokler ga ni leta 1168 vezir Shawar ukazal požgati, da bi svoje bogastvo zadržal pred roparskimi križarji. Ostanke mesta je na koncu absorbiral bližnji Kairo, ki je bil zgrajen severno od Fustata leta 969, ko so Fatimidi osvojili regijo in ustvarili novo mesto kot kraljevsko mesto za kalifa. Območje je v stotinah let propadlo in je bilo uporabljeno kot smetišče.
Danes je Fustat del Starega Kaira, nekaj ostankov stavb pa je preostalo kot prestolnica. Številna arheološka izkopavanja so razkrila bogastvo materiala. Veliko starodavnih predmetov, ki so jih našli na mestu, je na ogled v Muzeju islamske umetnosti v Kairu.

## Prestolnica Egipta
Fustat je bil prestolnica Egipta približno 500 let. Po ustanovitvi mesta leta 641 je bila njena avtoriteta neprekinjena do leta 750, ko je dinastija Abasidov uprla [Umajadski kalifat |Umajadom]]. Ta konflikt ni bil usmerjen v Egipt, ampak povsod v arabskem svetu. Ko so Abasidi pridobili moč, so preselili različne prestolnice na bolj obvladljiva območja. Ustanovili so središče svojega kalifata v Bagdadu, premaknili prestolnico iz prejšnje lokacije Umajadov v Damasku. Podobne poteze so potekale po novi dinastiji. V Egiptu so prestolnico iz Fustata premaknili rahlo proti abasidskemu mestu Al-Askar, ki je ostal glavno mesto do leta 868. Ko je leta 868 prevzel dinastijo Tulunid, se je egiptovska prestolnica na kratko preselila v drugo bližnje severno mesto Al-Qatta'i. To je trajalo do leta 905, ko je bil Al-Qatta'i uničen, prestolnica pa vrnjena v Fustat. Mesto je spet izgubilo svoj status glavnega mesta, ko je njegov lasten vezir, Shawar, leta 1168 odredil požig. Prestolnica Egipta je bila končno premaknjena v Kairo. 

## Izvor imena
Po legendi je lokacijo Fustata izbrala ptica: golob je položil jajce v šotor 'Amr ibn al-'Asa (585-664), muslimanskega osvajalca Egipta, tik preden je šel leta 646 proti Aleksandriji. Njegov tabor je bil takrat severno od rimske trdnjave v Babilon . Amr je gnezdo razglasil kot znak od Boga, šotor pa je ostal nedotaknjen, ko sta on in njegova vojska odšla v bitko. Ko so se vrnili kot zmagovalci, je Amr povedal svojim vojakom, da naj šotore postavijo okoli njega in dali novemu glavnemu mestu njegovo ime, Miṣr al-Fusṭāṭ ali Fusṭāṭ Miṣr , popularno prevedeno kot 'mesto šotorov', čeprav to ni natančen prevod.
Beseda Miṣr je bila antični semitski koren, ki je označeval Egipt, vendar ima tudi v arabščini pomen velikega mesta ali metropole (ali, kot glagol, »civilizirati«), zato bi ime Miṣr al-Fusṭāṭ lahko pomenilo 'metropola šotorov'. Fusṭāṭ Miṣr bi pomenil 'paviljon Egipta'. Egipčani do danes kličejo Kairo Miṣr ali pogovorno Maṣr, čeprav je to ime celotne države Egipt . Prva mošeja v državi, mošeja Amr ibn al-As, je bila pozneje leta 642 zgrajena na istem mestu kot je stal poveljnikov šotora.

## Zgodnja zgodovina
Skozi stoletja se je prestolnica Egipta premikala z različnimi kulturami skozi več lokacij navzgor in navzdol po Nilu, kot so Tebe in Memfis, odvisno od dinastije, ki je bila na oblasti. Ko je Aleksander Veliki osvojil Egipt okoli leta 331 pr. n. št., je prestolnica postalo mesto Aleksandrija ob sredozemski obali. Ta položaj je ostal skoraj stabilen skoraj tisoč let. Ko je vojska arabskega kalifa Omarja, kmalu po smrti Mohameda v 7. stoletju, zajela regijo je hotel ustanoviti novo prestolnico. Ko je Aleksandrija septembra 641 padla, je poveljnik osvajalne vojske Amr ibn al-As ustanovil novo glavno mesto na vzhodnem bregu reke .
Zgodnje prebivalstvo mesta je bilo skoraj v celoti sestavljeno iz vojakov in njihovih družin, postavitev mesta pa je bila podobna garnizonu. Amr se je namenil, da bo Fustat služil kot baza za osvajanje Severne Afrike in začel nadaljnje pohode proti Bizancu. Ostal je baza za širitev arabske države v Afriki, dokler ni bil leta 670 ustanovljen Kairouan v Tuniziji .
Fustat se je razvil kot vrsta plemenskih območij, khittas, okoli osrednje mošeje in upravnih zgradb . Večina naseljencev je prišla iz Jemna, z naslednjo največjo skupino iz zahodne Arabije, skupaj z nekaterimi Judi in rimskimi plačanci. Arabščina je bila na splošno primarno govorno narečje v Egiptu in jezik pisnega komuniciranja. Koptščina se je v Fuštatu v 8. stoletju še vedno govorila. 
Fustat je bil središče moči v Egiptu pod dinastijo Umajadov, ki se je začela z vladavino Muavijo I. in vodil islamski kalifat od 660 do 750. Vendar pa je Egipt veljal samo za provinco večjih sil in so ga upravljali guvernerji, ki so bili imenovani iz drugih muslimanskih centrov, kot so Damask, Medina in Bagdad. Fustat je bil pomembno mesto, v 9. stoletju je imel približno 120.000 prebivalcev . Toda, ko je general Džavhar ibn Abdulah Sicilijanec iz tunizijskih Fatimidov zasedel to regijo, se je začelo novo obdobje, ko je bil Egipt središče lastne moči. Gawhar je 8. avgusta 969 ustanovil novo mesto severno od Fustata in ga je imenoval Al Qahira (Kairo)  in leta 971 je fatimidski kalif al-Mu'izz preselil svoj dvor iz al-Mansuriya v Tuniziji v Al Qahira. Toda Kairo ni bil takrat namenjen kot vladni center - uporabljal se je predvsem kot kraljevo prebivališče za kalifa in njegov dvor in vojsko, medtem ko je Fustat ostal gospodarsko in upravno mesto. Mesto je uspevalo in raslo, leta 987 pa je geograf Ibn Hawkal zapisal, da je bil Al-Fustat približno tretjino tako velik kot Bagdad. Do leta 1168 je imel 200.000 prebivalcev.
Mesto je bilo znano po svoji blaginji, s senčnimi ulicami, vrtovi in trgi. V njem so bili visoki stanovanjski objekti, visoki sedem nadstropij, kamor bi lahko domnevno namestili na stotine ljudi. Al-Mukadasi v 10. stoletju jih opisujejo kot minarete, medtem ko je Nasir Hosrov v zgodnjem 11. stoletju opisal, da se nekateri od njih dvigajo do 14 nadstropij, s strešnimi vrtovi na zgornjem nadstropju z vodo za namakanje. 
Perzijski popotnik Nasir Hosrov je opisal eksotične in lepe posode na trgih Fustata: mavrična keramika, kristal in veliko sadja in rož, tudi v zimskih mesecih. Od leta 975 do leta 1075 je bil Fustat glavni proizvodni center za islamsko umetnost in keramiko ter eno najbogatejših mest na svetu.  V nekem poročilu je navedeno, da je plačal davke, ki so bili enakovredni 150.000 USD na dan, upravi kalif Mu'izz. Sodobni arheološki izkopi so dali predmete iz Španije, Kitajske in Vietnama. Odkrili so tudi zapletene hišne in ulične tlorise; osnovna enota je bila sestavljena iz prostorov, zgrajenih okoli osrednjega dvorišča, pri čemer je bila arkada na eni strani dvorišča glavni način dostopa.

## Uničenje in zaton
Sredi 12. stoletja je bil kalif v Egiptu najstnik Atid, vendar je bil njegov položaj predvsem ceremonialen. Resnično moč je imel vezir Shawar. Že leta je bil vpleten v obsežne politične spletke, ko si je prizadeval odvrniti napredovanje krščanskih križarjev in sil Nur-al-Dina iz Sirije. Shawar je to uspel z nenehnim spreminjanjem zavezništvom med obema, igranjem drug proti drugemu in s tem, da jih je zadržal v zastoju, kjer nobena vojska ne bi mogla uspešno napasti Egipta, ne da bi jo druga blokirala. 
Vendar pa je leta 1168 krščanski kralj Amalrik I. iz Jeruzalema, ki je že več let poskušal izvesti uspešen napad na Egipt, da bi razširil ozemlja križarjev, končno dosegel določen uspeh. On in njegova vojska sta vstopila v Egipt, zasedla mesto Bilbeis, poklala skoraj vse prebivalce in nato nadaljevala proti Fustatu. Amalric I. in njegovi vojaki so se utaborili južno od mesta in poslali sporočilo mlademu egipčanskemu kalifu Atidu, da bi predal mesto ali trpeli enako usodo kot Bilbeis.
Ko je videl, da je bil napad Amalrika neizbežen, je Shawar odredil mesto Fustat požgati. [20] Po egipčanskem zgodovinarju Al-Maqriziju (1346-1442):
»Shawar je odredil, da se Fustat evakuira. Prisilil je [državljane], da zapustijo svoj denar in premoženje in rešijo svoje življenje ter pobegnejo s svojimi otroki. V paniki in kaosu izseljevanja je pobegla množica izgledala kot ogromna vojska duhov .... Nekateri so se zatekli v mošeje in kopališča ... in čakajo na krščanski napad, ki bo podoben tistemu v Bilbeisu. Shawar je poslal 20.000 posod za nafto in 10.000 bomb [mish'al] in jih razdelil po mestu. Plameni in dim segajo v mesto in se dvigajo v nebo. Ogenj je ugasnil po 54 dneh ....« 
Po uničenju Fustata so prispele sirske sile in uspešno odbile Amalrikove sile. Potem ko so kristjani izginili, so Sirijci sami zasedli Egipt. Shawarja, ki ni bil zaupanja vreden, so umorili in vladavina Fatimidov je bila dejansko končana. Sirski general Shirkuh je bil postavljen na oblast, a je le nekaj mesecev kasneje umrl zaradi slabega zdravja, njegov nečak Saladin je postal vezir v Egiptu 2. marca 1169, ko je začel dinastijo Ajubidov. 
Fustat je postal mrtvo predmestje, središče vlade se je trajno preselilo v bližnji Kairo. Saladin je kasneje poskušal združiti Kairo in Fustat v eno mesto, tako da ju je obkrožil z ogromnim obzidjem, čeprav se je to izkazalo za neuspešno.
Leta 1166 je Maimonid odšel v Egipt in se naselil v Fustatu, kjer je postal znan kot zdravnik v družini Saladin in njegovih vezirjev Ḳaḍi al-Faḍil al-Baisami in Saladinovih naslednikov. Podelili so mu naslov Ra'is al-Umma ali al-Millah (vodja naroda ali vere). V Fustatu je napisal svojo Mišne Tora (1180) in Vodnik za zbegane.  Nekatera njegova dela so kasneje odkrili med rokopisnimi fragmenti v genizi sinagoge Ben Ezre v Fustatu.
Medtem ko so bili Mameluki na oblasti od 13. stoletja do 16. stoletja, se je območje Fustata uporabljalo kot smetišče, čeprav je še vedno ohranilo tisoč prebivalcev, pri čemer so bile primarne obrti lončarstvo in zbiranje odpadkov. Plasti smeti so se nabirale več sto let, postopoma pa se je število prebivalstva zmanjšalo, tako da je nekoč uspešno mesto učinkovito uničeno.

## Sodobni Fustat
Danes je malo ostankov od veličine starega mesta. Tri prestolnice, Fustat, Al-Askar in Al-Qatta'i so se zlile v rastoče mesto Kairo. Nekatere stare stavbe ostajajo vidne, znane pod imenom "Stari Kairo", vendar jih je več v slabem stanju, preraslo s plevelom ali uporabljeno kot odlagališče smeti. 
Najstarejša stavba s tega območja je verjetno mošeja Ibn Tulun iz 9. stoletja, ki je bila zgrajena, medtem ko je bila prestolnica v Al-Qatta'i. Prva mošeja, ki je bila zgrajena v Egiptu (in s podaljšanjem, prva mošeja, zgrajena v Afriki), mošeja Amr je še vedno v uporabi, vendar je bila skozi stoletja obsežno obnovljena in nič ni ostalo iz prvotne strukture. Februarja 2017 je so na mestu, ki meji na mošejo, odprli Narodni muzej egipčanske civilizacije .
Verjamejo, da bi nadaljnji arheološki izkopi lahko prinesli velike najdbe, saj so ostanki prvotnega mesta še vedno ohranjeni v več sto letnih kupih smeti. Nekatera arheološke izkopavanja so se izvajala, ulice so še vedno vidne in nekatere stavbe so bile delno rekonstruirane do višine pasu. Lokacija je težko dostopna in nevarna zaradi bližnjih slumov. Vendar so nekateri predmeti, ki so bili do zdaj odkriti, razstavljeni v Kairskem muzeju islamske umetnosti .